# Сифре (мыс)

Полуостров Тринити, Антарктический полуостров. Мыс Сифре на северо-восточной оконечности

Мыс Сифре (англ. Siffrey), или Прайм-Хед (англ. Prime Head) — самая северная точка Антарктиды, мыс, образующий северную оконечность Антарктического полуострова. Мыс Сифре является единственной крайней точкой Антарктиды, так как невозможно определить ни самую западную, ни восточную точку. От южного полюса, который находится на территории Антарктиды, все направления ведут только на север.
Другое название мыса — Прайм-Хед. Название «Сифре» было дано мысу французской антарктической экспедицией под командованием капитана Жюля Дюмон д’Юрвиля в 1837—1840 гг. Название Прайм-Хед, данное UK-APC в 1963 году, обозначает положение мыса как первого или самого северного объекта Антарктического полуострова.